# Jeremy Darroch
Jeremy Darroch (nascido em 18 de julho de 1962) é um empresário britânico e presidente-executivo da Sky Group.

## Biografia
Jeremy Darroch é o presidente-executivo da Grupo Sky plc (ex-British Sky Broadcasting Group plc) desde 7 de dezembro de 2007. Ele atua como Diretor Executivo da Sky plc desde 16 de agosto de 2004 e do Easynet Group Plc desde 13 de janeiro de 2006. Além disso, Darroch foi Diretor Financeiro na Sky plc de 16 de agosto de 2004 a 7 de dezembro de 2007 e atuou como seu Diretor de Contabilidade até 7 de dezembro de 2007. Ele também trabalhou como Diretor de Finanças do Grupo Dixons Retail. Darroch ingressou na Dixons em janeiro de 2000 como Diretor Financeiro de Varejo. Ele passou 12 anos na Procter & Gamble em vários cargos no Reino Unido e na Europa e também atuou como diretor financeiro europeu para empresas de assistência médica na Europa. 